# St. Mary (Misuri)
St. Mary es una ciudad ubicada en el condado de Ste. Genevieve en el estado estadounidense de Misuri. En el Censo de 2010 tenía una población de 360 habitantes y una densidad poblacional de 228,24 personas por km².

## Geografía
St. Mary se encuentra ubicada en las coordenadas 37°52′26″N 89°56′59″O / 37.87389, -89.94972. Según la Oficina del Censo de los Estados Unidos, St. Mary tiene una superficie total de 1.58 km², de la cual 1.55 km² corresponden a tierra firme y (1.64%) 0.03 km² es agua.

## Demografía
Según el censo de 2010, había 360 personas residiendo en St. Mary. La densidad de población era de 228,24 hab./km². De los 360 habitantes, St. Mary estaba compuesto por el 91.67% blancos, el 4.72% eran afroamericanos, el 0.28% eran amerindios, el 0% eran asiáticos, el 0% eran isleños del Pacífico, el 0.83% eran de otras razas y el 2.5% pertenecían a dos o más razas. Del total de la población el 1.94% eran hispanos o latinos de cualquier raza.